# إينا هاشيموتو
إينا هاشيموتو (باليابانية: 橋本愛奈؛ بالكانا: はしもと あいな) هي مؤدية صوت يابانية، ولدت في 3 أكتوبر 1992 في كاناغاوا في اليابان.

## وصلات خارجية
- الموقع الرسمي
- إينا هاشيموتو على موقع IMDb (الإنجليزية)
- إينا هاشيموتو على موقع ميوزك برينز (الإنجليزية)
- إينا هاشيموتو على موقع قاعدة بيانات الفيلم (الإنجليزية)